# Windows Master Control Panel shortcut
Pour les articles homonymes, voir God Mode.
Le Windows Master Control Panel shortcut (traduction littérale : raccourci du panneau de configuration principal de Windows ; en anglais, aussi appelé All Tasks ou Windows God Mode par certains blogueurs ou All Tasks folder par au moins un développeur Microsoft) est un raccourci qui permet d'accéder aux paramètres de contrôle dans Windows Vista et les systèmes d'exploitation suivants, incluant Windows 10.
En créant un dossier avec un certain nom, l'utilisateur a accès aux paramètres de contrôle du système d'exploitation à partir de ce dossier. Le hack a été publié en dehors de la documentation de Microsoft en 2007 et a gagné en popularité lorsque le nom God Mode a été utilisé par les blogueurs pour le désigner.

## Implantation
La fonctionnalité qui a été découverte et nommée Master Control Panel or God Mode (traduction littérale : panneau de configuration maître ou mode Dieu) avait été conçue comme un dossier permettant la recherche des options des paramètres de contrôle du système d'exploitation au moyen de la fonction de recherche du bouton démarrer. Cela permet aux utilisateurs de taper ce qu'ils veulent faire (par exemple, modifier la résolution de l'écran) et d'obtenir la page correspondante de l'arborescence des paramètres de contrôle comme résultat de recherche. Le raccourci est implémenté en créant un dossier avec l'extension .{ED7BA470-8E54-4E54-825C-99712043E01C}. GodMode était le nom de dossier utilisé lors de la divulgation de la fonctionnalité, mais n'importe quel nom peut être utilisé. La même fonctionnalité peut être obtenue en créant un raccourci Windows standard avec le chemin explorer.exe shell:::{ED7BA470-8E54-465E-825C-99712043E01C} ou en créant un fichier Desktop.ini dans un dossier qui inclut l'extension CLSID (Class ID).

## Découverte
La méthode de création des raccourcis est documentée par Microsoft, mais Microsoft n'a pas publié le GUID ED7BA470-8E54-465E-825C-99712043E01C spécifique au panneau de configuration. Des tiers ont publié cette information omise par Microsoft depuis au moins 2007 sous le titre plus modeste de [Registry Hack] VISTA - All Control Panel & Setting tasks at one place (traduction littérale : [Hack de registre] VISTA - toutes les fonctions du panneau de contrôle et de réglage à un seul endroit).
De nombreux blogues et tweets sur le sujet sont parus en décembre 2009,, et en janvier 2010,, sous le titre Windows 7 Godmode. De nombreux sites ne faisaient que répéter des informations disponibles ailleurs.